# Impostos sobre el bingo de les Comunitats Autònomes
Els impostos sobre el bingo de les Comunitats Autònomes són una classe d'impostos que graven els moviments pecuniaris relatius al bingo, de manera complementària a la Taxa Fiscal sobre els jocs de sort, envit i atzar, tribut cedit per l'Estat a les comunitats autònomes. La majoria d'aquests impostos són un tipus complementari al tipus de gravamen fixat en la tal Taxa Fiscal. Els impostos sobre el bingo afecten a la compra de cartrons per a jugar i/o a l'obtenció del premi.
Les comunitats autonòmiques pioneres foren Catalunya, Múrcia i el País Valencià. Més endavant, altres comunitats autònomes crearen aquesta mena d'impostos.

## Llista d'impostos per comunitat autònoma
Principat d'Astúries
Consisteix en la Llei 2/1992, de 30 de desembre, de l'Impost sobre el Joc del Bingo.
Illes Balears
Amb la Llei 13/1990, de 29 de novembre, sobre Tributació dels Jocs de Sort, Envit o Atzar de les Balears, que grava sobre els premis del bingo.
Cantàbria
Amb la Llei 3/1988, de 26 d'octubre, de tributació dels jocs de sort, envit o atzar.
Castella-La Manxa
Amb la Llei 4/1989, de 14 de desembre, de tributació dels jocs de sort, envit o atzar.
Catalunya
Amb la Llei 21/1984, de 24 d'octubre, establí un impost sobre el joc del bingo (en la compra dels cartrons).
Galícia
Amb la Llei 7/1991, de 19 de juny, de tributació sobre el joc.
Comunitat de Madrid
La Llei 12/1994, de 27 de desembre, de Tributació sobre els jocs de sort, envit i atzar va establir l'impost sobre els premis del bingo. La Llei 15/1996, de 23 de desembre, de mesures fiscals i administratives reformà la llei 12/1994, establint que en la modalitat del bingo simultani es paga el segon impost específicament.
La Llei 4/2006, de 22 de desembre, de Mesures Fiscals i Administratives establí la base imposable i el tipus tributari per al bingo electrònic.
Regió de Múrcia
Amb la Llei 12/1984, de 27 de desembre, que gravava sobre els premis del joc.
País Valencià
Amb la Llei 14/1985, de 27 de desembre, que gravava sobre el fet de jugar (la compra de cartrons).